# 차가이-II
차가이-II(Chagai-II)는 파키스탄의 2차 핵실험이다.

## 역사
1998년 5월 28일 차가이-I 핵실험이 성공하자, 이틀 후인 1998년 5월 30일에 2차 핵실험을 했다.
폭발력 25 kt, 미국 USGS는 진앙 28.493°N 63.731°E, 진원 깊이 0.0 km, 진도 4.6의 지진을 관측했다.
차가이-I은 고농축 우라늄 핵분열탄으로 5회 핵실험을 동시에 했는데, 이번 2차 핵실험은 플루토늄 증폭형 핵분열탄을 1회 사용했다.

## 같이 보기
- 차가이-I